# Megamix (Mate Bulić)
Megamix je sedmi album hrvatskog glazbenika Mate Bulića. Također, Megamix je i Bulićev drugi kompilacijski album (prvi je bio album Sve najbolje)
Izašao je 2004. godine.

## Popis pjesama
1. Mix 1
  1. Bog samo zna
  2. Samo pjesmu noćas tražim
  3. Mala moja oko plavo
  4. Hodam krivom stranom
  5. Pjevaj mi sokole
  6. Gori borovina
2. Mix 2
  1. Herceg Bosno
  2. Koja gora Ivo
  3. Daj, ne čekaj
  4. Trusa
  5. Pjevajte sa mnom
  6. Dodijalo pajdo
3. Mix 3
  1. Ej, kavano
  2. Volio sam i ja jednom
  3. Boli glava
  4. Ej sudbino sestro
  5. Ja još uvijek kao momak živim
  6. Igraj Mare prašina se diže
4. Mix 4
  1. Ivana
  2. Što smo dušo na tom svijetu
  3. Dabogda se i ti udala
  4. Neću leći prije zore
  5. Pjevaj sestro, pjevaj brate
  6. Pune čaše ispijam
  7. Tiho teče Neretva
5. Mix 5
  1. Pozdravi je ti
  2. Ne spremaj majko kreveta
  3. Moja Hercegovina
  4. Za djevojku iz mog kraja
  5. Vijavica
6. Ostarit´ ću, nikad neću znati